# Al Jolson (film)
Al Jolson (The Jolson Story) è un film del 1946 diretto da Alfred E. Green sulla vita del cantante Al Jolson.
È stato presentato in concorso al Festival di Cannes 1947.

## Trama
Asa Yoelson, affascinata dal palco, vuole cantare allo spettacolo dell'artista burlesque Steve Martin. Cantor Yoelson, suo padre, si rifiuta di prenderlo in considerazione. Dopo che Asa fugge ma viene trovato a Baltimora, gli Yoelson danno il loro consenso con riluttanza. Martin gli dà la fattura, con un nuovo nome: Al Jolson. Jolson riceve un'offerta di lavoro dal maestro dello spettacolo di menestrelli Lew Dockstader e Martin libera Jolson.
Al trova il successo con la troupe dei menestrelli e viene invitato a partecipare a uno spettacolo di Broadway (grazie a Martin, dietro le quinte). Al diventa l'attore principale e porta lo spettacolo in tournée. Al assume il suo ex mentore Martin, ora disoccupato, come suo manager. Nella vita reale, Jolson non ha mai avuto un manager con questo nome. Jolson ha avuto tre manager nel corso della sua carriera; Steve Martin è una combinazione di tutti e tre.
La carriera di Jolson gli impedisce di trascorrere molto tempo a casa. Aveva sempre negoziato per sposare la sua amica d'infanzia, Ann Murray, ma alla fine lei accetta la proposta di un altro amico d'infanzia.
Poco dopo, Al incontra la ballerina emergente Julie Benson. È amore a prima vista per Al, che le propone la proposta quella notte. (Al Jolson in realtà è stato sposato quattro volte. Il personaggio di Julie Benson è ispirato alla sua terza moglie, Ruby Keeler.) Julie non lo ama subito, ma Al rifiuta di accettare un no come risposta e alla fine accetta di prenderlo in considerazione. Dopo che Al si è perso uno spettacolo per presenziare all'inaugurazione del primo spettacolo di Julie, lei si rende conto che i suoi sentimenti per lei sono genuini e si sposano. Al elettrizza il mondo dello spettacolo con il suo primo lungometraggio, The Jazz Singer, e firma con entusiasmo per altri film. Sua moglie vuole lasciare il mondo dello spettacolo e sistemarsi, ma Al la convince a continuare la sua carriera. Julie diventa una star del cinema, ma alla fine non sopporta più lo stile di vita incessante del mondo dello spettacolo di Al. Al si rende conto che l'unico modo per mantenere Julie è lasciare il mondo dello spettacolo.
Al rifiuta tutte le offerte di lavoro e non vuole cantare affatto, nemmeno per la famiglia e gli amici. Papà Yoelson convince suo figlio a unirsi a lui in una canzone (la musica che lui e mamma Yoelson hanno ballato al loro matrimonio) e Al ne rimane coinvolto. Si trasferiscono in una discoteca, dove il pubblico chiede una canzone. Al accetta un solo numero, ma la folla ne chiede di più. Julie, vedendo Al più felice di quanto non fosse da anni, se ne va mentre si esibisce. Lascia la discoteca e la sua vita, lasciando Al con il suo primo amore: il canto.

## Produzione
Con un budget stimato di 2.800.000 dollari, il film fu prodotto da Sidney Skolsky, Gordon Griffith (con il nome Gordon S. Griffith, produttore associato) e, non accreditato, Sidney Buchman per la Columbia Pictures Corporation.

## Distribuzione
Distribuito dalla Columbia Pictures, il film uscì nelle sale USA il 10 ottobre 1946.
Fu il miglior film della Columbia uscito nel 1946 e il suo più grande successo, battendo ogni record precedente della casa di produzione. Nel 1949, ne fu fatto un sequel, Jolson Sings Again (nella versione italiana, Non c'è passione più grande) che batté ogni record di incasso di tutti gli studios di quell'anno.

### Data di uscita
- USA	10 ottobre 1946
- Australia	9 gennaio 1947
- Svezia	10 marzo 1947
- Finlandia	8 agosto 1947
- Francia	29 ottobre 1947
- Danimarca	1º novembre 1948
- Portogallo	19 marzo 1949
- Austria	16 giugno 1950
- Giappone	9 settembre 1950
- USA	5 maggio 1954	 (riedizione)
- Germania Ovest	7 giugno 1957
- Giappone	13 ottobre 1979	 (riedizione)

Alias
- The Jolson Story	USA (titolo originale)
- Al Jolson	Finlandia / Italia / Svezia
- Der Jazzsänger	Austria / Germania Ovest
- Al Jolson Story	Francia (titolo informale)
- Hele verdens sanger	Danimarca
- I istoria tou Jolson	Grecia
- Le Roman d'Al Jolson	Francia
- Romance Imortal	Portogallo

## Riconoscimenti
- 1947 - Premio Oscar
  - Miglior sonoro a John P. Livadary
  - Miglior colonna sonora a Morris Stoloff
  - Candidatura Miglior attore protagonista a Larry Parks
  - Candidatura Miglior attore non protagonista a William Demarest
  - Candidatura Migliore fotografia a Joseph Walker
  - Candidatura Miglior montaggio a William A. Lyon